# Ermita de Nuestra Señora de la Asunción (Caloca)
Para ver otras iglesias bajo la misma advocación, véase Ermita de Nuestra Señora de la Asunción.
La Ermita de Nuestra Señora de la Asunción en Caloca, municipio de Pesaguero (Cantabria, España), fue declarada Bien de Interés Cultural el 24 de junio de 1996. Se encuentra en lo alto del pueblo, al oeste, en el llamado Collado de Andilejas.

## Datación
Se trata de una ermita románica del siglo XIII, aunque muy reformada con posterioridad.

## Descripción

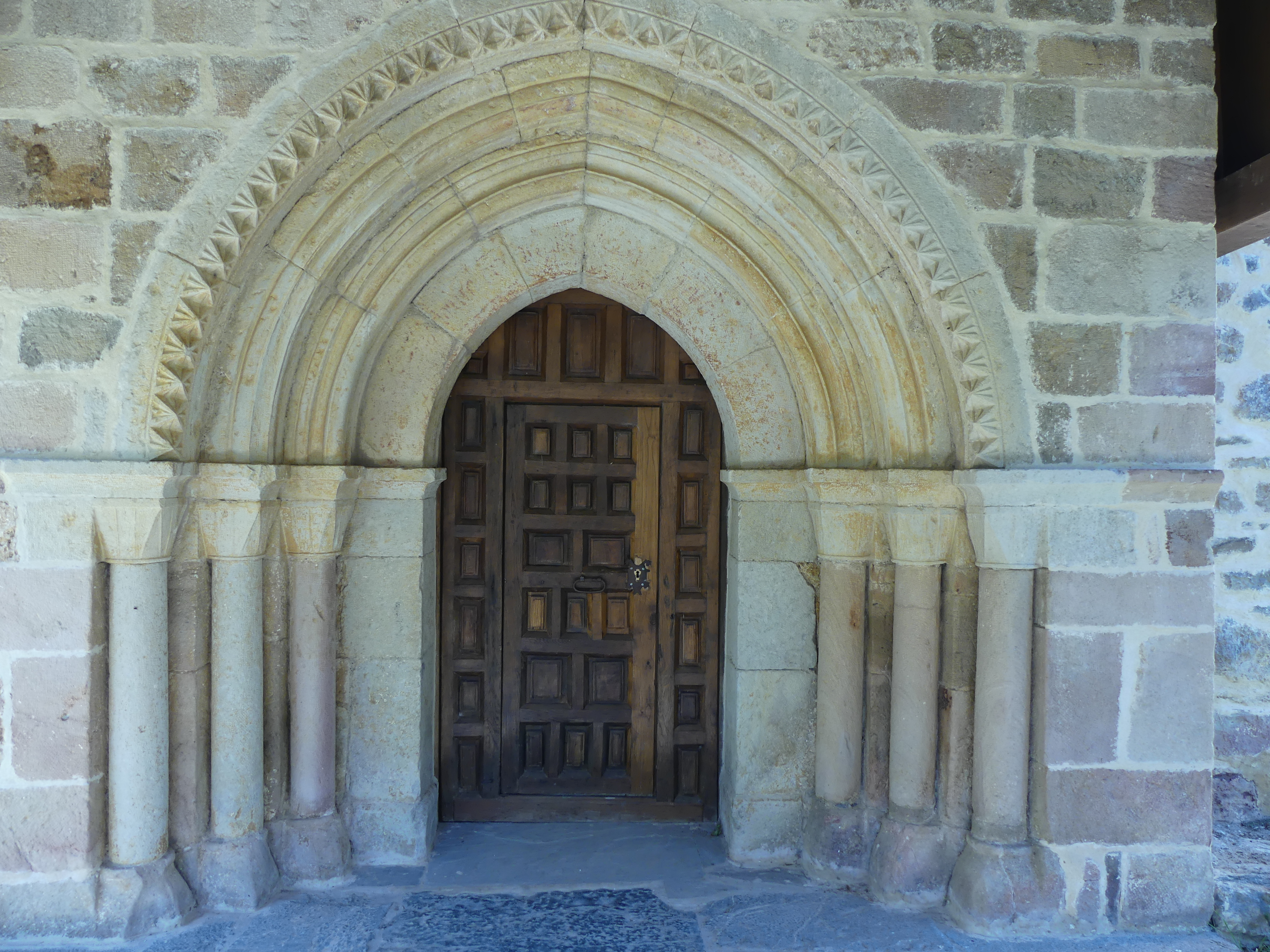
Pórtico

Se construyó como una iglesia de una sola nave, rematada por un ábside rectangular. Es de piedra de mampostería, reservándose la sillería para los esquinales. En el hastial se alza una espadaña típicamente románica, con tres troneras en forma de arco de medio punto, uno de ellos por encima de los otros dos. 
Destaca la puerta, que se encuentra en la fachada meridional, abocinada con tres arquivoltas apuntadas que se decoran con puntas de diamante la exterior y con baquetones y escocias las dos interiores. Se apoyan en capiteles de decoración sencilla: líneas verticales marcadas en la cesta. Toda la parte superior de esta fachada está recorrida por canecillos románicos, también de gran sencillez (caveto).
En cuanto a la nave, se distinguen en ella tres tramos separados por arcos apuntados. Tanto la capilla bautismal, en el tramo central de la nave, como la cubierta del ábside, son bóveda de cañón. Al ábside se accede mediante un arco triunfal apuntado.